# Maria Luise Roth-Höppner
Maria Luise Roth-Höppner (* 24. Juni 1930 in Hermannstadt, Königreich Rumänien) ist eine rumäniendeutsche Astronomin, Buchverlegerin und Zeitzeugin politischer Verfolgung in der Sozialistischen Republik Rumänien. Sie zählt zu den ersten Frauen deutscher Herkunft, die in Rumänien Astronomie studierten, war politische Gefangene und später Mitgründerin des ersten privaten deutschsprachigen hora-Verlages im postkommunistischen Rumänien.

## Leben
Maria Luise Roth wurde als Tochter des siebenbürgisch-sächsischen Politikers Hans Otto Roth geboren. Nach dem frühen Tod ihres Vaters in politischer Haft im Jahr 1953 wurde die Familie von den kommunistischen Behörden als „bürgerlich belastet“ eingestuft. Nach dem Abitur 1948 in Hermannstadt studierte sie Physik und Astronomie an der Universität Bukarest. Aufgrund ihrer sozialen Herkunft war ihr der Zugang zu wissenschaftlichen Stellen verwehrt; sie arbeitete zunächst als Lehrerin, später als Assistentin am Polytechnikum in Brașov.
1958 wurde Maria Luise Roth-Höppner zusammen mit ihrem Bruder Herbert Roth verhaftet. Der Vorwurf lautete auf „Verschwörung gegen die soziale Ordnung durch Agitation“. Auslöser war u. a. die Weitergabe eines Briefes mit westlichen Nachrichten; sie hatte sich zudem geweigert, mit der rumänischen Geheimpolizei Securitate zu kooperieren. Sie verbrachte sechs Jahre in politischen Gefängnissen, darunter in Brașov, Zeiden, Miercurea-Ciuc, Arad und Großwardein.
Nach ihrer Freilassung 1964 wurde ihr jede wissenschaftliche Tätigkeit untersagt. 1969 durfte sie mit ihrer Familie in die Bundesrepublik Deutschland ausreisen. Sie arbeitete an der Hamburger Sternwarte und promovierte 1972. 1979 heiratete sie den Astronomen Wolfgang Höppner. Nach dem politischen Umbruch 1989 kehrte sie 1991 nach Hermannstadt zurück. Gemeinsam mit ihrem Ehemann gründete sie eine Computersatzfirma, aus der später der hora-Verlag hervorging – der erste private Verlag Rumäniens mit deutschsprachigem Schwerpunkt.
Roth-Höppner engagierte sich für die Integration von Rücksiedlern und Aussiedlern. Sie gründete den Verein Arche Noah, erstellte Informationsmaterial, korrespondierte mit Behörden und baute Hilfsnetzwerke auf. In der rumänischen und deutschen Öffentlichkeit wurde sie als Brückenbauerin zwischen den Kulturen gewürdigt.

## Publikationen
Während ihrer Haft schrieb sie unter anderem „gestickte Briefe“ – Texte in rotem Garn auf Stoffstreifen, die heute als eindrucksvolle Zeugnisse politischer Repression gelten.
- mit Höppner, Wolfgang: Fahrradführer Südsiebenbürgen, Sibiu 2004.
- mit Höppner, Wolfgang: Das Sonnensystem und die Sonnenfinsternis, Sibiu 1999.